# تیم ملی فوتبال جزایر فارو

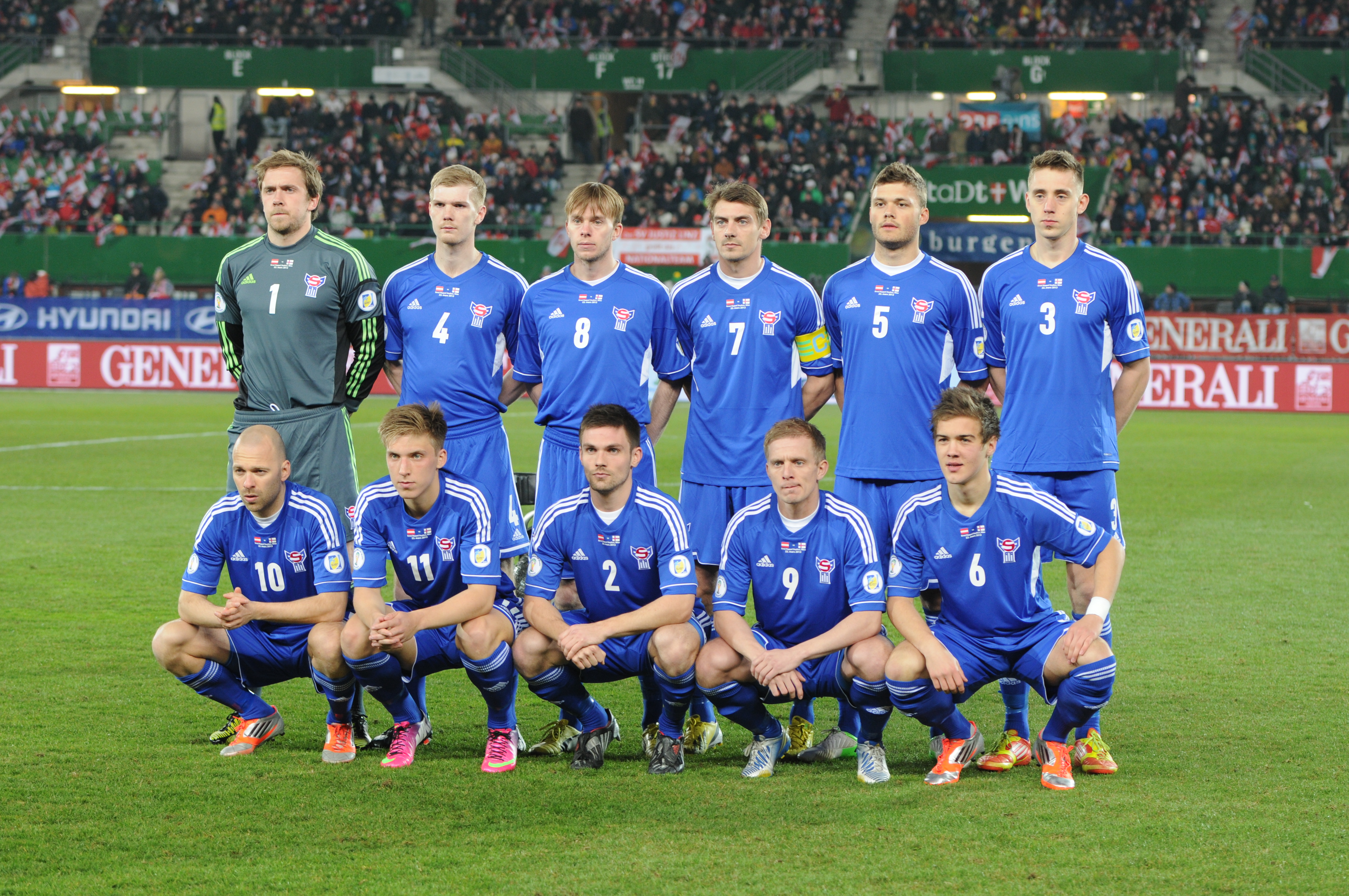
تیم ملی فوتبال جزایر فارو پیش از بازی با تیم ملی فوتبال اتریش در چارچوب بازی‌های مقدماتی جام جهانی فوتبال ۲۰۱۴ در ورزشگاه ارنست هاپل وین در اتریش

تیم ملی فوتبال جزایر فارو  نماینده کشور جزایر فارو در مسابقات بین‌المللی و اروپایی است که زیر نظر اتحادیه فوتبال جزایر فارو فعالیت می‌کند.
اولین بازی رسمی این تیم در ۲۴ آگوست ۱۹۸۸ میلادی در برابر تیم ملی فوتبال ایسلند برگزار شده است، تیم ملی جزایر فارو در ۲ جولای ۱۹۸۸ عضو فیفا و ۱۸ آوریل ۱۹۹۰ به عضویت یوفا درآمده است.
تیم ملی جزایر فارو تاکنون در هیچ یک از مسابقات جام جهانی فوتبال و جام ملت‌های اروپا حضور نداشته است.